# ダウンロードゲーム

ダウンロードデータを外のプロバイダ側に要求すると（アップストリーム）、エンドユーザーにダウンストリームされる。ISP=インターネットサービスプロバイダ

ダウンロードゲームは、インターネットからダウンロードしてプレイするコンピュータゲームのことである。個人や有志によって制作されたフリーゲームからシェアウェアや同人ゲーム（インディーズゲーム）まで、多彩に存在する。
パッケージソフトと違い、公開・販売をネット上で行うため、小規模な企業・団体から個人まで低コストで公開できる。在庫を抱えないことや流通コストの掛からない（ただしネットワーク環境整備がコストとなるのでゼロではない）などの長所がある。クラウドコンピューティングなど他のネットワーク技術や設備の普及により、更に成長するものと見込まれている。

## パソコンにおける展開
元来、ダウンロードゲームといえばパソコンを対象としたものであった。初期の家庭用ゲーム機や携帯電話などはマシン性能も貧弱であったため、比較的少量のデータならともかく、ゲームなど大容量のプログラムデータを一般家庭でダウンロードするという行為自体がパソコン以外では困難であった。
インターネットの前からソフトベンダーTAKERUやパソコン通信でのゲーム流通の試みが行われていた。パソコン通信やダイアルアップ接続インターネットでは長時間の接続を余儀なくされ、通話料金が非常に高くなるものの、1990年代後半からはインターネット発の多数のフリーゲームが登場。2000年代にはブロードバンド常時接続が普及し、大手企業もダウンロード販売を幅広く展開するようになった。

## 携帯端末おける展開
携帯電話やスマホなどの携帯端末はディスクドライブなどが無く、さらに家庭用ゲーム機などとは違って比較的短期間で機種変更されやすく、パッケージソフトの流通には向いていないため、高機能化と携帯電話IP接続サービス開始に合わせ多くのゲームが配信されるようになった。このため逆にパッケージ販売がほぼ存在しないという状況である。

## 家庭用ゲーム機における展開
任天堂のニンテンドーDSでは、一部のパッケージソフトにおいて、他のDSと無線通信を行ってゲームの「お試し版」をダウンロードさせる機能が搭載されている。またニンテンドーWi-Fiステーションや各種イベントでもゲームをダウンロードできるサービスが実施されている。ダウンロードしたゲームは電源を切ると消えてしまうが、スリープ状態にしておけば消えず、継続して遊ぶことができる。またDSi専用の新作ゲームを配信するサービス『ニンテンドーDSiウェア』がある。Wiiでは、『バーチャルコンソール』でゲームをダウンロードして遊ぶことができる。内容は往年のヒット作が中心だが、参入メーカー及び元のハードが非常に多彩であることが特徴であり、2007年9月現在、ファミコン、スーパーファミコン、NINTENDO 64、メガドライブ、PCエンジン、ネオジオ、MSX用のゲームが配信されている。またWii専用の新作ゲームを配信するサービス『Wiiウェア』がある。後継機ではニンテンドーeショップで提供されている。
マイクロソフトのXbox 360では、Xbox Live Arcadeでアーケードゲームの移植作品など多数のゲームをダウンロードして遊ぶことができる。2009年には、『ゲーム オン デマンド』と呼ばれるパッケージ版ゲームのダウンロード版の提供も開始された。
2013年の日本における家庭用ゲーム市場のダウンロード販売は全体の12％を占めており、総販売本数は660万本（パッケージ販売は4,928万本）、総販売額は1,028億円となっている。
ソニー・コンピュータエンタテインメントはPlayStation Portable・PlayStation 3以降、PlayStation Storeでダウンロード販売などをしている。また、ゲーム販売店等に設置されたPlayStation Spotも用意されている。

## アダルトゲームにおける展開
アダルトゲームのダウンロード販売自体は1990年代後半に日本でインターネットが本格普及し始めた頃より存在し、ベクターやデジ同人の嚆矢として知られるソフトアイランド（現DLsite.com）などでも行われていたが、常時接続およびブロードバンド接続がまだ普及していなかったこともあり、大容量のソフトをダウンロードするには難があることから、既存のゲームメーカーの参入事例はほとんど見られなかった。
2000年代に入り、ADSL回線が大都市圏を中心に整備され始めると、デジ同人の分野でも主に同人サークルが制作した本格的なゲームがダウンロード販売で提供され始めるが、コンピュータソフトウェア倫理機構（ソフ倫）に加盟するアダルトゲームブランドの間では違法コピーへの警戒感が強く、独自規格としてUSBポート差し込み型の個人認証システム「遊遊key」を開発し、2003年にオープンしたBB5.jp でストリーミング配信方式により試験運用を開始。同時期に、ベクターは将来のダウンロード販売参入を見越して美少女ゲーム情報サイト「Galge.com」を開設しているが、ソフ倫は当初「『遊遊key』と連動しない形でのダウンロード販売参入は認められない」とベクター側に強い難色を示していた。しかし「遊遊key」の普及率が低く採算が合わないことから協議は難航し、その間に他社が相次いで参入したことから最終的にベクター側がソフ倫を押し切る形となった。また、BB5もストリーミング配信方式による試験運用が低調に終わったことから「遊遊key」連動型の個人認証システム構築を断念し、ダウンロード販売サイトとしてオープンした。
2004年から2005年にかけて、ニュースサイト・D-DreamのダウンロードサービスやDLsite.comの商業ソフト部門「DLsite.com Professional」などがオープン。その後もサイト数は増加しており、2010年現在は30サイト前後が商業ベースで運用されている。

### 事業者の分類
アダルトゲームのダウンロード販売を行っているサイトは、主として以下のものに大別される。
- メーカー・販社系 - ゲームどきっ!、キャララ!!.CC、PixPC.NET
メーカーや販売会社の直営、またはそれらを親会社に持つ系列企業により運営されているサイト。
- 販売店系 - DL.Getchu.com、プロップDL Online、あぷろ〜ど!
ゲーム販売店のダウンロード販売部門として運営されているサイト。
- デジ同人系 - DLsite.com Professional、デジケット・コム、デジぱれ、Melonbooks DL、アキバイン.com[注釈 4]
デジ同人のダウンロード販売サイトが設置している商業ソフト部門。
- 電子モール系 - デジガールストア（ベクター運営）、楽天ダウンロード（パルティオソフト代行）
ソフトウェアや電子書籍、映像など多ジャンルのダウンロード販売を行っているサイトのアダルト部門。
- 実写AV系 - BB5.jp[注釈 1]、DMM.R18、DUGA、FRANKEN
実写のアダルトビデオを製作・発売している企業を母体とするサイト。
- ニュースサイト系 - D-Dream、サーパラマーケット
ゲーム・エンターテインメント系のニュースサイトが設置しているダウンロード販売部門。
- コンテンツ開発系 - NET RIDE、ギュッと!
PC・携帯電話向けコンテンツの開発を業務とする企業により運営されているサイト。
- DRM実証系 - BGameBox、A-cute
ソフトウェア会社が開発したDRM規格の実証・普及実験を兼ねて運営されているサイト。

上記以外にブランドが公式サイト内で実施している直販や、A-cuteがamazon.co.jp限定で販売している「R-18GAME DOWNLOAD CARD」（DLカード）を使用した間接型のダウンロード販売などが存在する。

#### 販売戦略
ダウンロード専売としてリリースされるタイトルは少ないが、低価格タイトルの場合は特定のサイトで先行販売が実施される場合がある。パッケージとの同時発売は大半が低価格タイトルで行われるが、低価格タイトルからフルプライスへ進出したブランドの場合は、フルプライス版でもパッケージ販売より1,000円から2,000円程度安くダウンロード販売を同時発売するケースも見られる。
旧作の場合は、Windows 9x系（Windows 98・Me以前のバージョン）にのみ対応し、NT系では未対応または動作の保証がないタイトルをXP・Vista・7に対応できるようプログラムを修正したり、立ち絵の鑑賞など新機能を追加するケースも見られる。

#### 価格
低価格タイトルの場合は大半が1,500円から3,000円程度の価格帯で販売される。パッケージ版と同一価格にするかダウンロード版を若干、安くするかはブランドにより異なるが、ダウンロード版の場合はブランドやサイトの判断で旧作を対象に期間限定のセールなどが実施される場合もある。
フルプライスでの発売後、数年が経過したタイトルの場合は3,000円未満とパッケージ版の半額以下の価格設定も見られるが、発売から1年前後のタイトルの場合は6,000円台と比較的高額なタイトルも散見される。

#### 年齢認証
大半のサイトはクレジットカードでの購入に対応しており、カード決済をもって購入者が18歳以上であることの確認に代えているが、18歳以上の者全員がクレジットカードを持てるわけではないことや、個人情報の漏洩の懸念から意図的にクレジットカードを持たない（持てない）場合もあることを考慮し、風俗営業等の規制及び業務の適正化等に関する法律（風営法）の規定に基づき、ファクシミリや電子メールで生年月日を確認できる公文書（身分証明書）の写しを送付させて年齢確認を行っている。
DLsite.comの場合、有効な身分証明書は運転免許証、保険証、住民票、パスポート、写真付き住民基本台帳カードの5種類とされている。

#### ゾーニング
アダルトゲームのダウンロード販売を行っている全てのサイトにおいて、サイトもしくはカテゴリのトップページでの年齢確認が行われているが、サイトやアダルトカテゴリの内部でも取扱品目により細かいゾーニングが実施されている。特に、ソフ倫の審査を受けたタイトルはコンテンツ・ソフト協同組合（CSA）を始めとする他団体の審査タイトルや同人ソフトと同一ジャンルで扱うことが長らく禁じられており「ソフ倫」ないし「美少女ゲーム1」と「CSA他」ないし「美少女ゲーム2」のように別ジャンルで扱う場合が大半であったが、2010年11月よりDMM.R18（旧DMM.ADULT）が審査団体別のカテゴリを撤廃したのを皮切りに、ソフ倫と2010年12月にCSAの審査業務を継承した映像倫理機構（映像倫）の審査作品を同一カテゴリで扱うサイトも増加している。
女性向けのボーイズラブゲームや乙女ゲームはこの限りではなく、審査団体の別を問わず同一カテゴリで販売されている場合も多い。また、メーカー系のゲームどきっ!、キャララ!!.CC、PixPC.NETはソフ倫審査作品しか扱っていない。これとは逆に、サーパラマーケットは2010年4月末を以てソフ倫審査作品の販売より撤退した。
Nornやsofthouse-sealのように映像倫の審査を受けている低価格ブランドの場合、いわゆる「企業同人」扱いでDLsite.comなど一部のサイトにおいては商業作品を扱うカテゴリでなく同人ソフトのカテゴリで登録されている事例も見られる。

#### DRM・再ダウンロード
採用しているDRMはタイトルやサイトにより異なり、パルティオソフト（A-cute運営元）が開発した「ソフト電池」やインターレックスが開発した「Buddyランチャー」などが用いられていることが多く、これとは別にサイトがライセンスキーのシリアル番号を発行する場合もある。また、同じタイトルであっても購入したサイトにより使用されているDRMが異なる場合やDRM自体が掛けられていない場合も見られる。
再ダウンロードの制限は購入したサイトにより異なり、DLsite.comのように登録会員ならば無期限で行えるタイプがある一方で購入から7日間や5〜10回に制限しているサイトも多い。

#### 決済・ポイントサービス
クレジットカード以外ではBitCashやWebMoney、Edyなどの電子マネーを始め銀行振込・コンビニ払込に対応しているサイトが大半であるが楽天ダウンロードのようにクレジットカードのみ対応のサイトもある。
独自のポイントサービスを行っているサイトも多く、購入実績やアフィリエイトで溜まったポイントでの決済が可能な場合もある。